# Streek-GR Vlaamse Ardennen

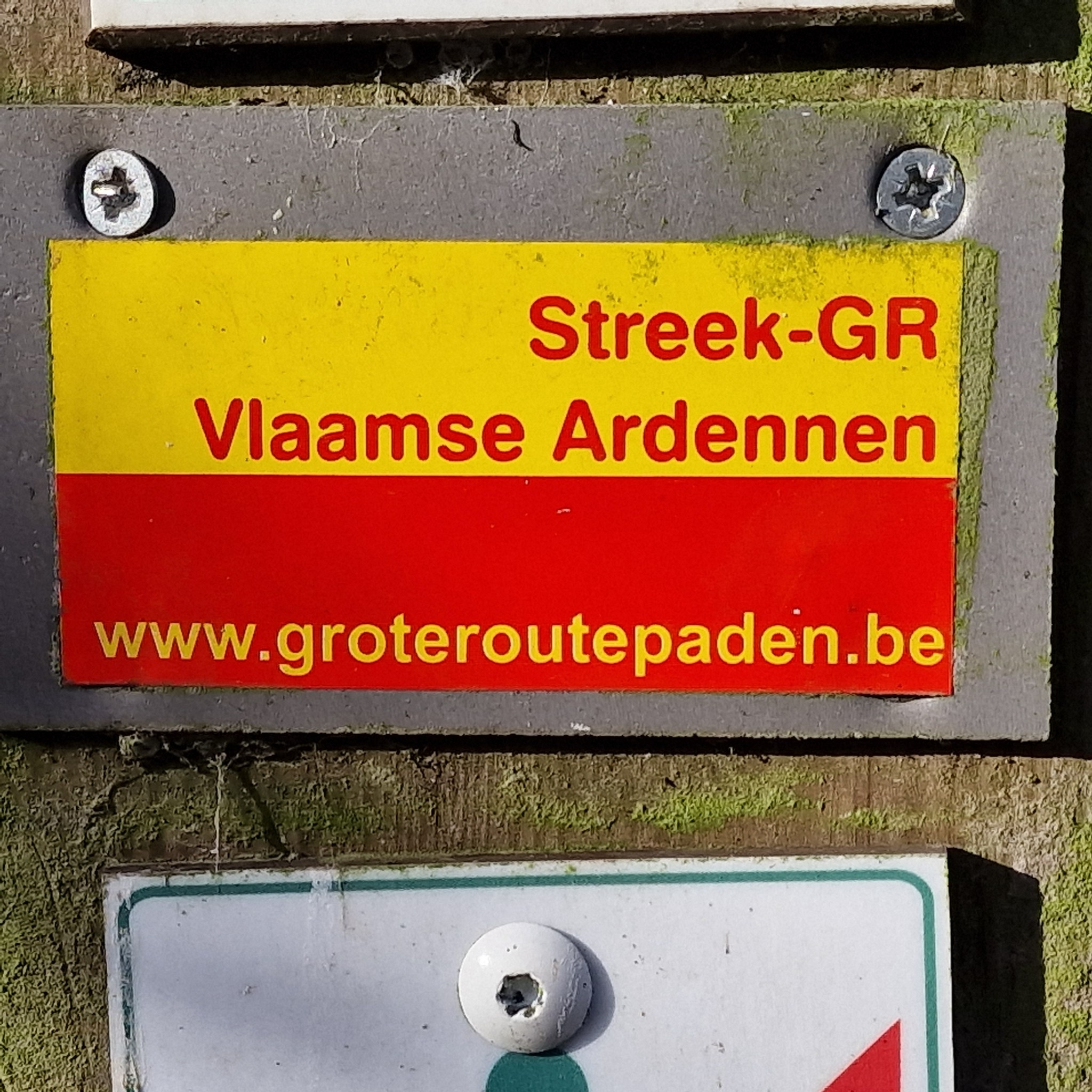
Streek-GR Vlaamse Ardennen

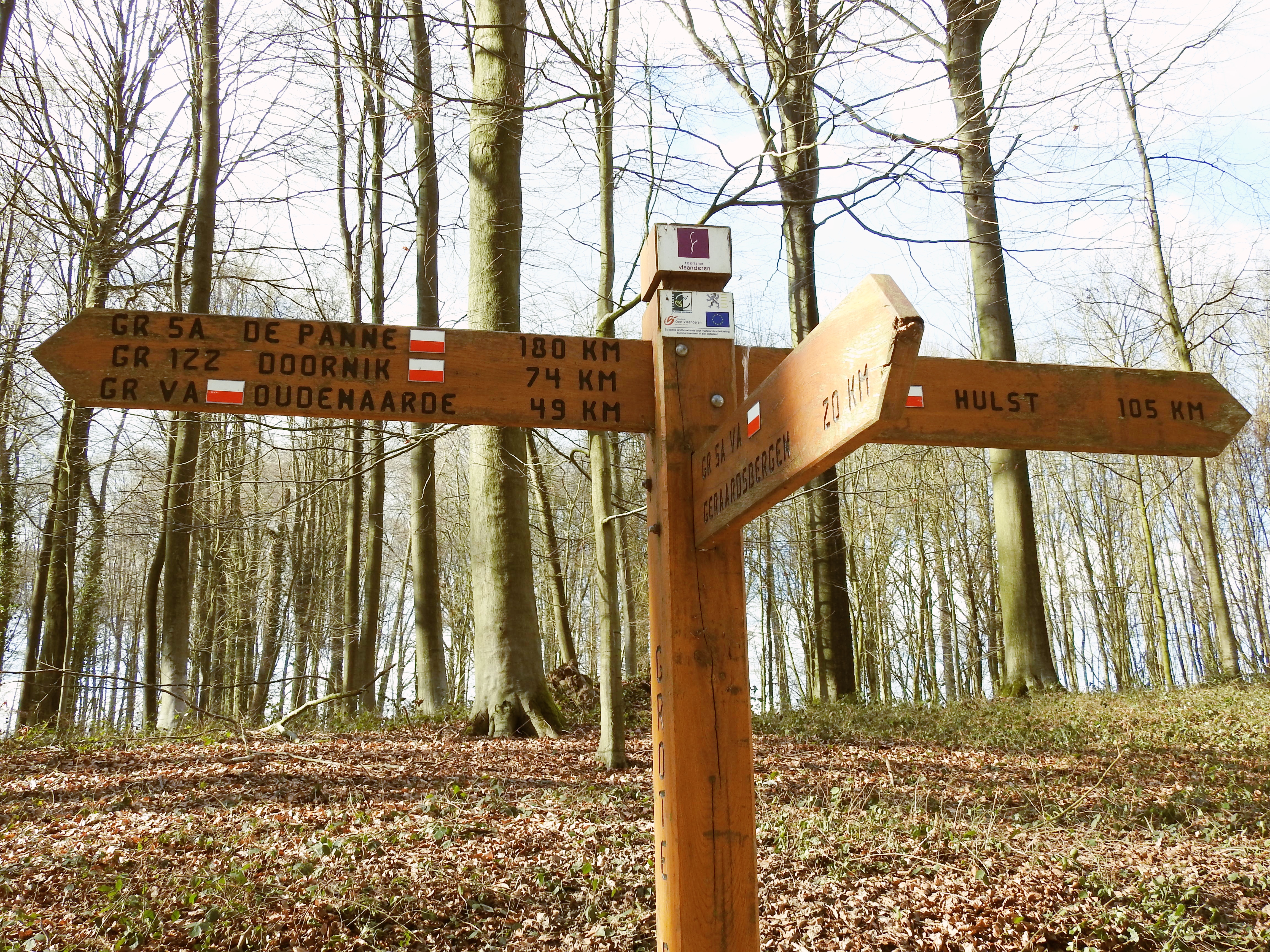
Wegwijzer Streek-GR Vlaamse Ardennen in het Brakelbos

De Streek-GR Vlaamse Ardennen is een GR-pad in de Vlaamse Ardennen (circa 157 kilometer). Het lusvormige streekpad is bewegwijzerd met geel-rode markeringen (of wit-rode markeringen wanneer het traject samenvalt met een ander GR-pad). De Streek-GR Vlaamse Ardennen doorkruist het heuvelende zuiden van de provincie Oost-Vlaanderen. Het GR-pad werd door de vzw Grote Routepaden en Toerisme Vlaamse Ardennen ontwikkeld. Het streekpad werd op 6 juni 2009 officieel geopend. 

## Route
De Streek-GR Vlaamse Ardennen is 157 kilometer lang. Het pad deelt zijn tracé met andere Grote Routepaden. Van Oudenaarde tot in Leupegem loopt de Streek-GR samen met de GR 129, net zoals op het stuk voorbij Ronse tot de Kapel Lorette en vanaf de Ladeuzemolen tot aan de markt van Oudenaarde. Tussen  Kluisbergen en Voorde loopt de Streek-GR Vlaamse Ardennen samen met de wandelroute GR5A-Zuid. De GR122 loopt vanaf Kluisbergen tot het Brakelbos ook samen met de Streek-GR, net zoals tussen het Kasteel van Lilare in Michelbeke en Sint-Goriks-Oudenhove (Zottegem). Van Geraardsbergen tot aan de Denderbrug in Zandbergen loopt de Streek-GR Vlaamse Ardennen samen met de GR 512.
De Streek-GR-route door de glooiende Vlaamse Ardennen doet verschillende hellingen uit de Vlaamse wielerklassiekers aan (Koppenberg, Kortekeer, Paterberg, Oude Kwaremont, Kluisberg, Knokteberg, Scherpenberg, Muziekbosberg, Pottelberg, Muur van Geraardsbergen, Bosberg, Eikenmolen, Berendries, Rekelberg, Pottenberg, Leberg, Ganzenberg, Foreest, Berg ten Houte, Bossenaarberg, Varent, Eikenberg, Ladeuze, Achterberg). De Streek-GR Vlaamse Ardennen doorkruist bovendien  verschillende natuurgebieden (Koppenbergbos, Spijkerbos, Kluisbos, Muziekbos, Sint-Pietersbos, Pottelbergbos, Maarkebeekvallei, Brakelbos, Livierenbos, Everbeekse bossen, Raspaillebos, Duivenbos, Parkbos-Uilenbroek, Kloosterbos, Middenloop Zwalm, Burreken, Bos Ter Rijst).
De Streek-GR Vlaamse Ardennen voert ook langs bouwkundig erfgoed zoals: stadhuis van Oudenaarde, kapel Wittentak, Geuzentoren, kapel Lorette, Plankkoutermolen, stadhuis van Geraardsbergen, Marbol, Manneken Pis van Geraardsbergen, Oudenbergkapel, kasteel van Lilare, Perlinckmolen, Nieuwe Bossenare, Sint-Vincentiuskapel en Ladeuzemolen.
In Herzele worden langs het parcours muurschilderingen aangebracht. Bij het parcours ligt een 'bivakzone' voor paalkamperen bij de 'Wereldboom' in Horebeke.

## Afbeeldingen

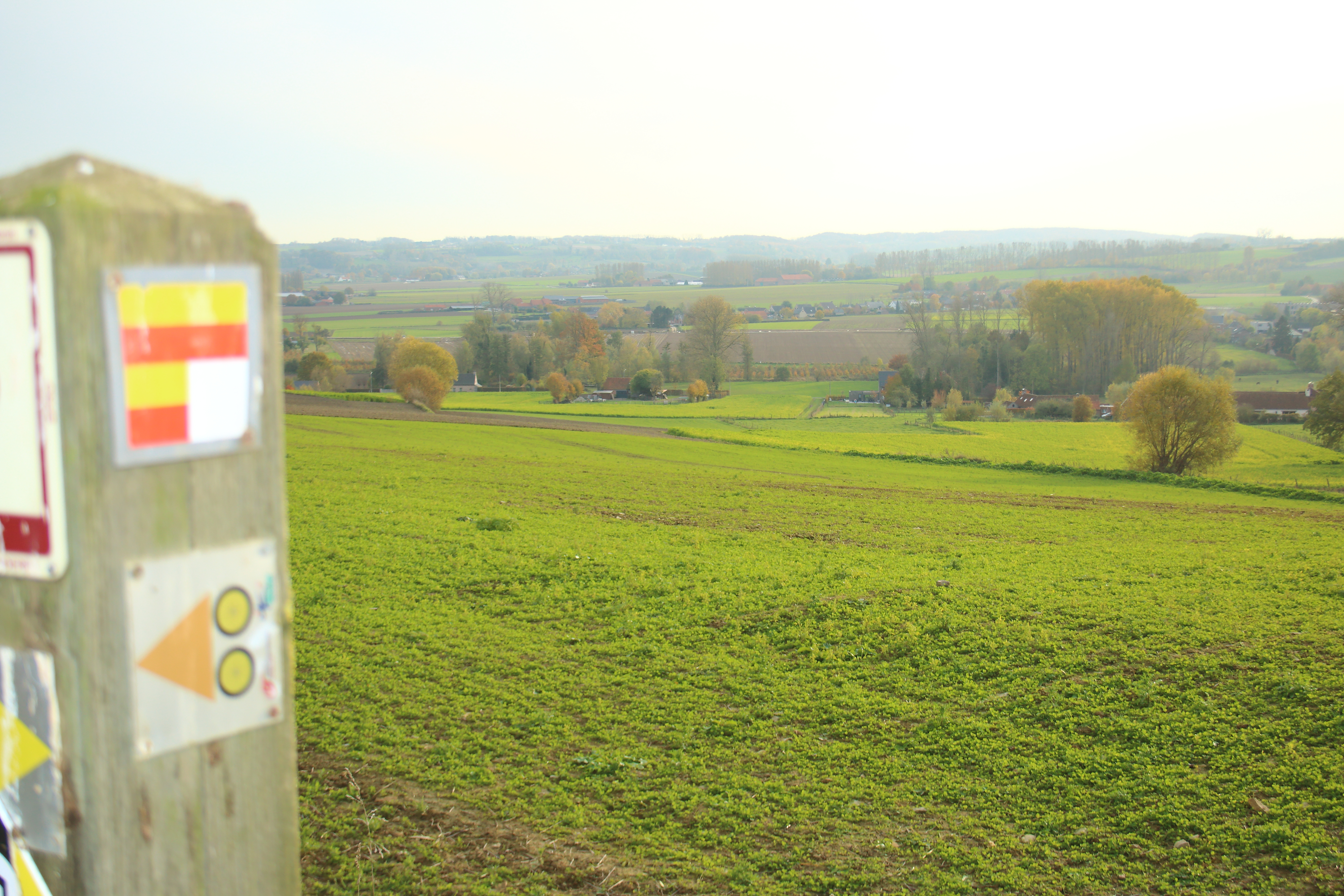
Geel-rode markering Streek-GR Vlaamse Ardennen
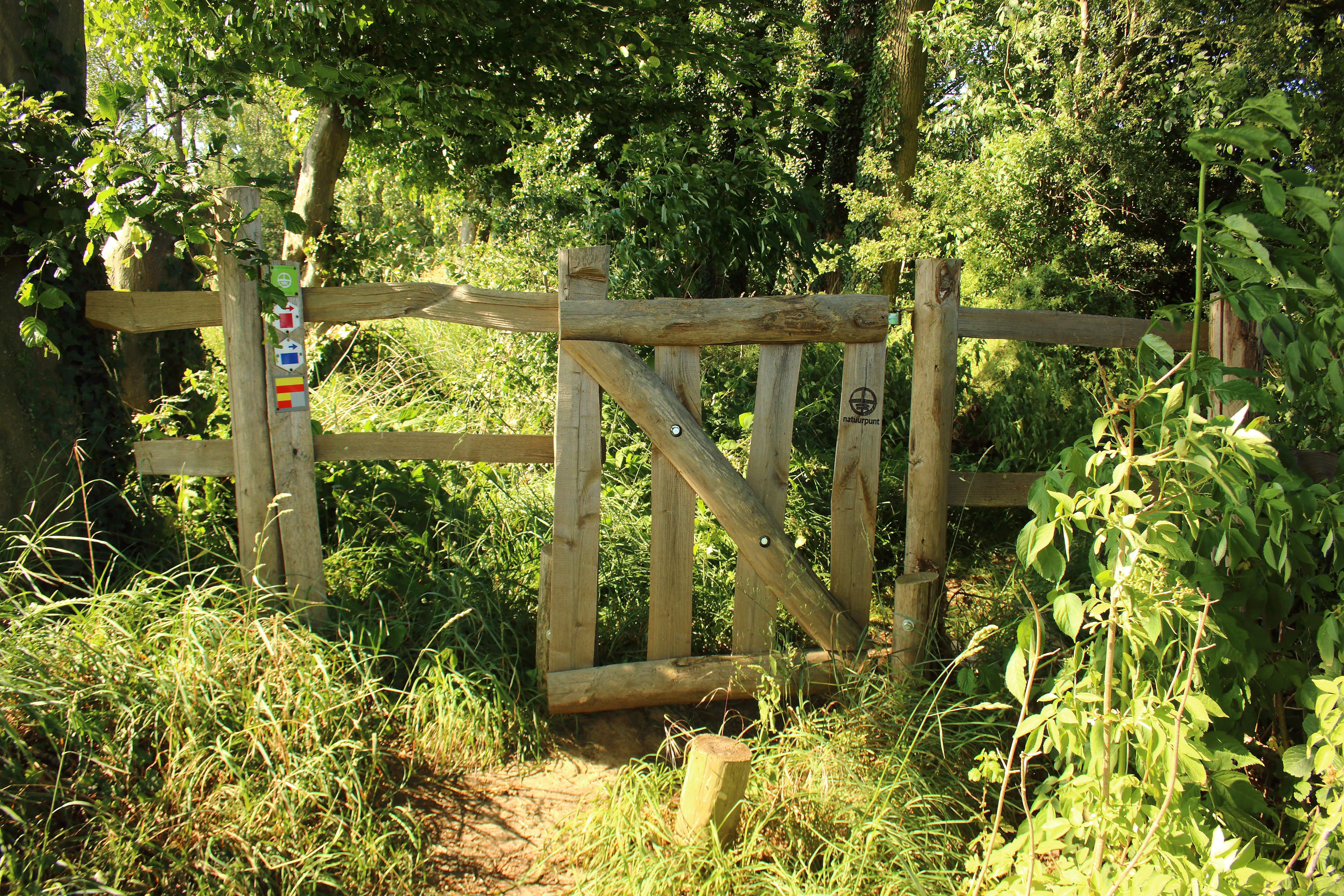
Streek-GR Vlaamse Ardennen in Parkbos-Uilenbroek
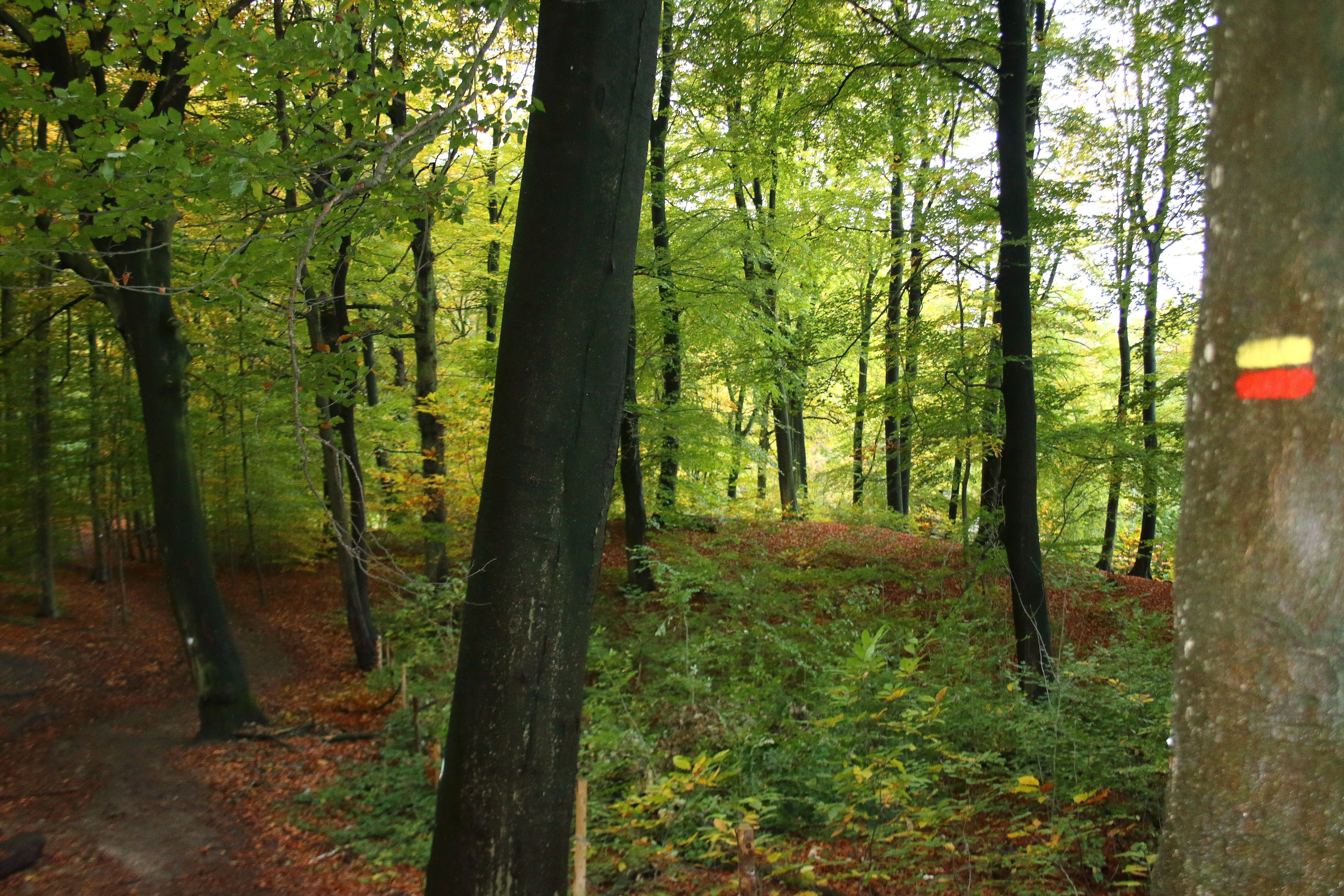
Streek-GR Vlaamse Ardennen in het Kluisbos
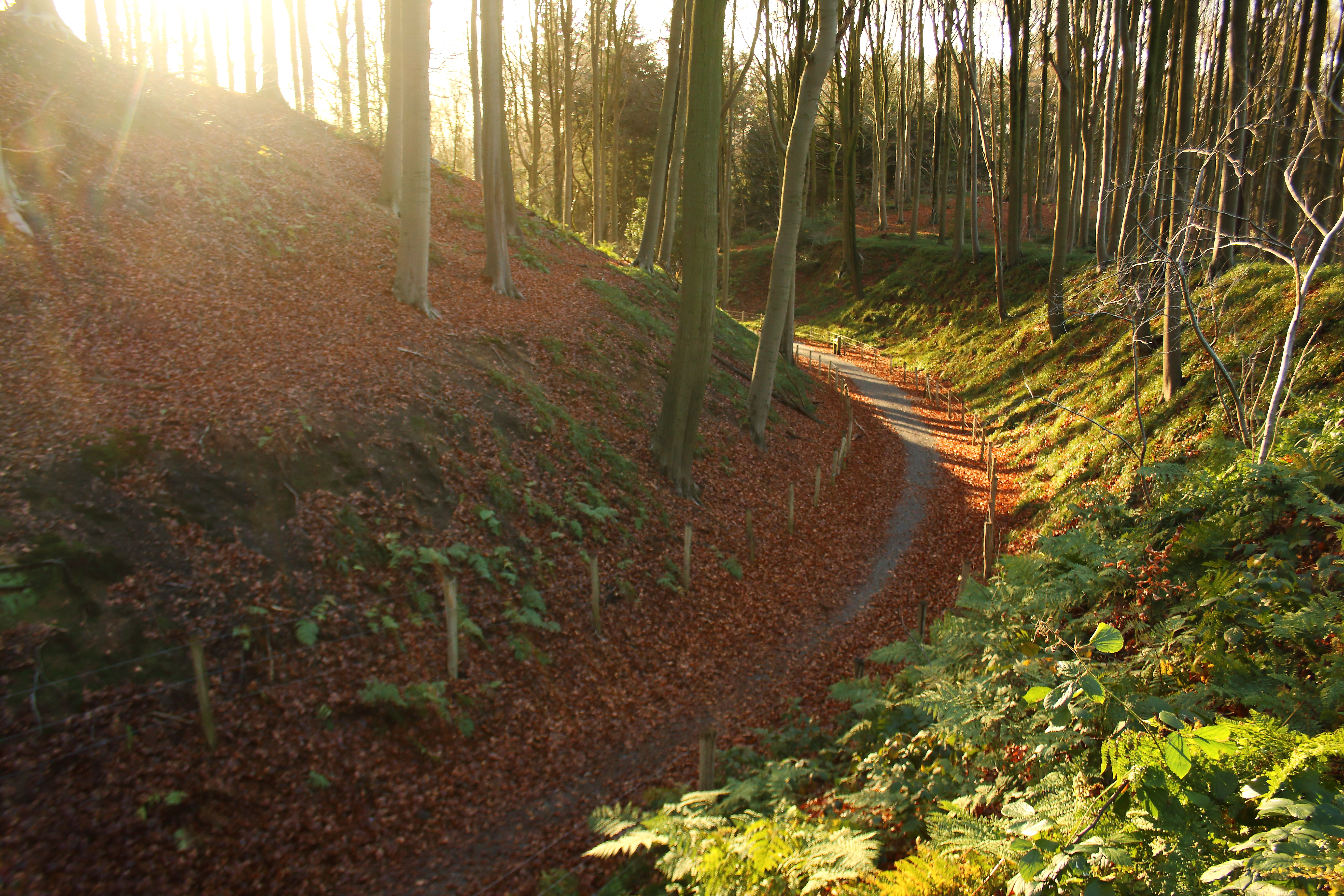
Streek-GR Vlaamse Ardennen in het Muziekbos
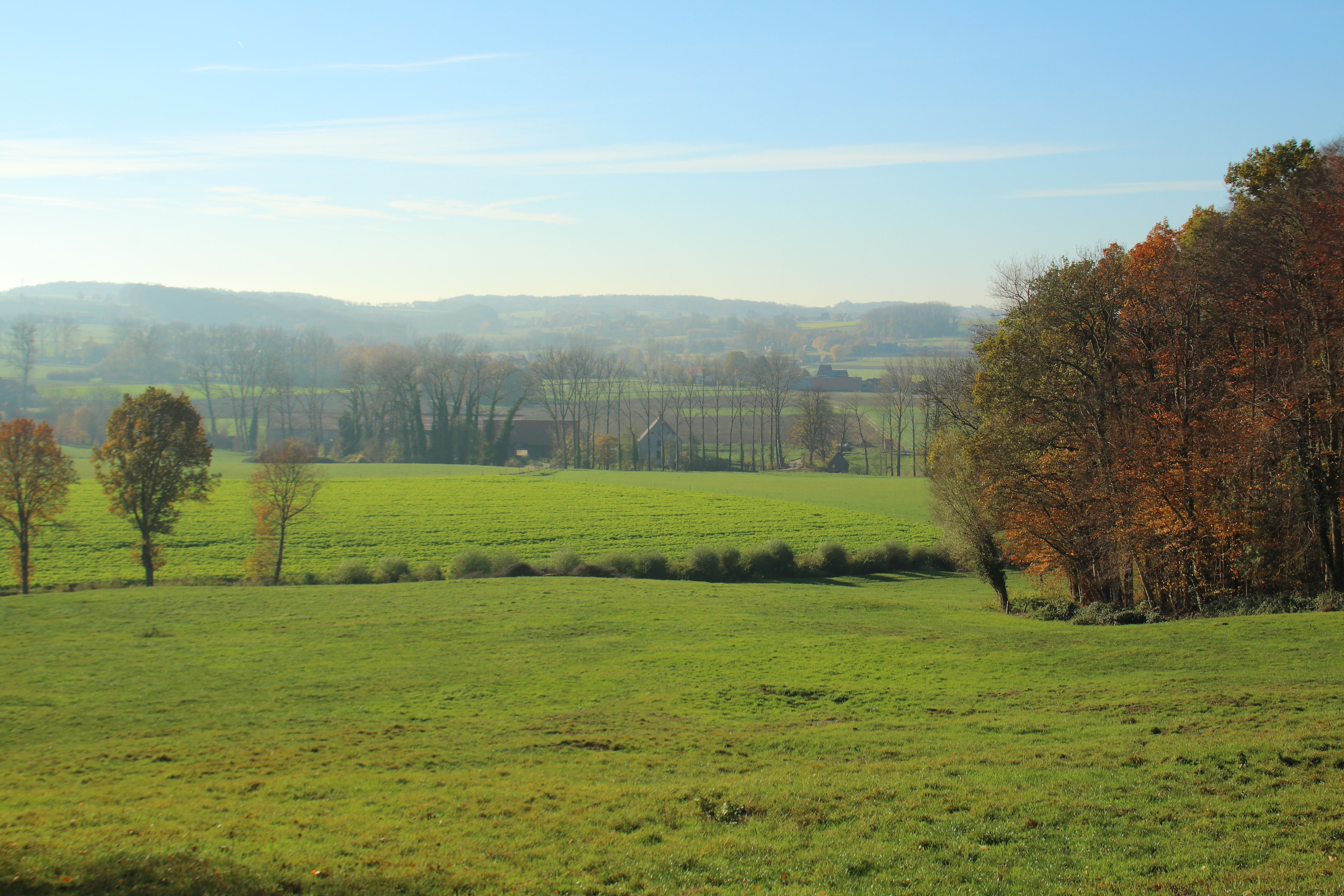
Landschap langs de Streek-GR Vlaamse Ardennen bij Zulzeke
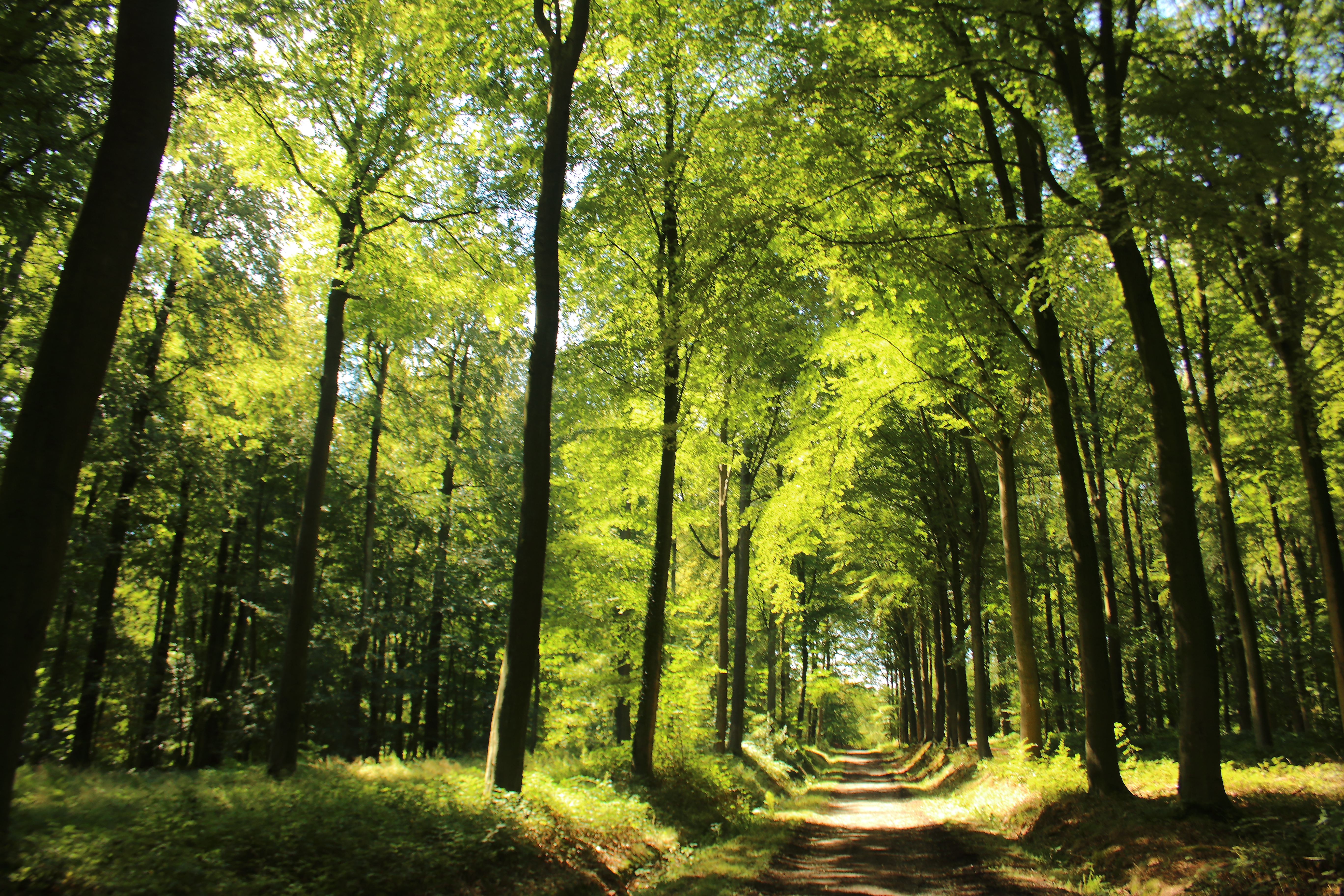
Streek-GR Vlaamse Ardennen in het Livierenbos
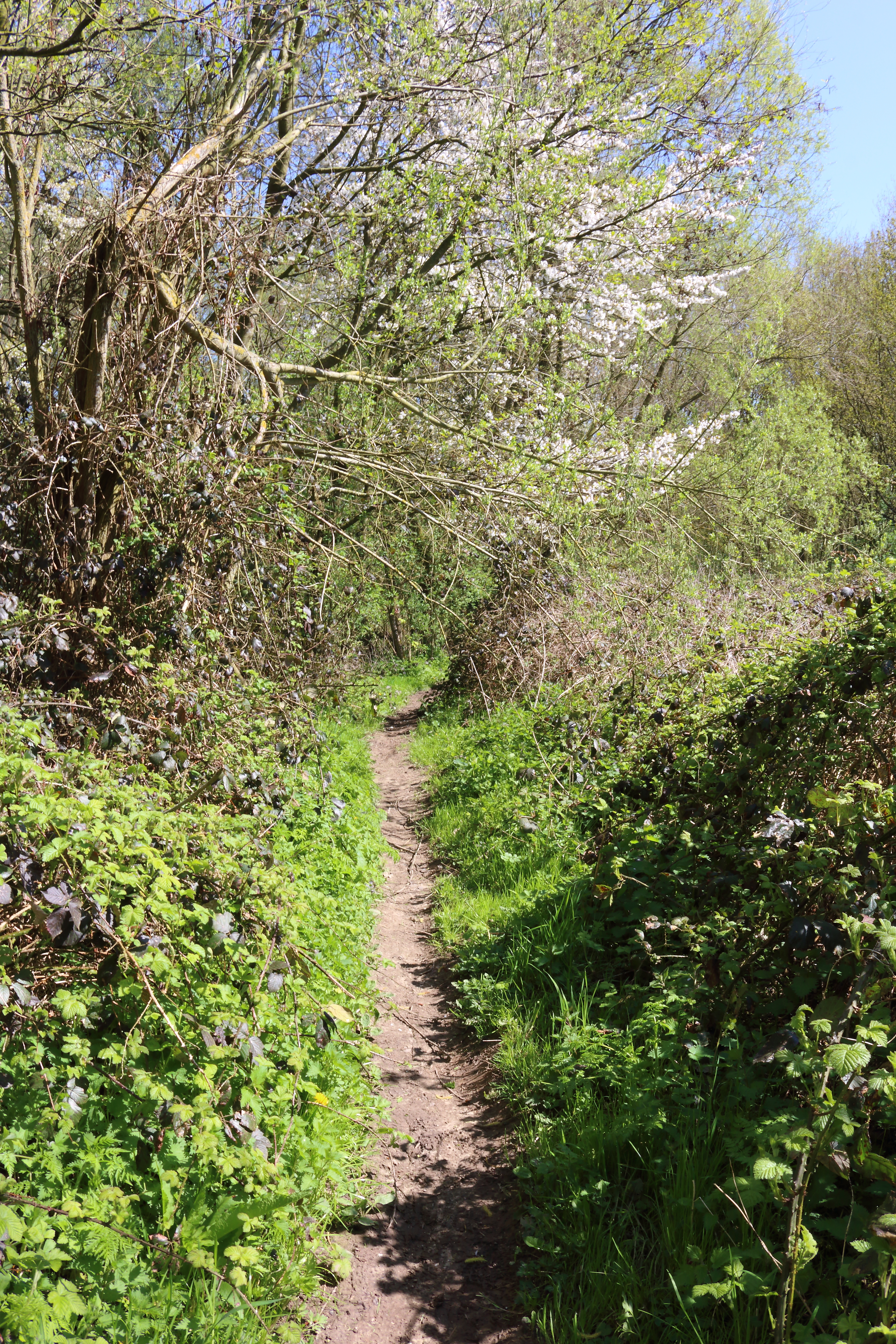
Streek-GR Vlaamse Ardennen in de Everbeekse bossen
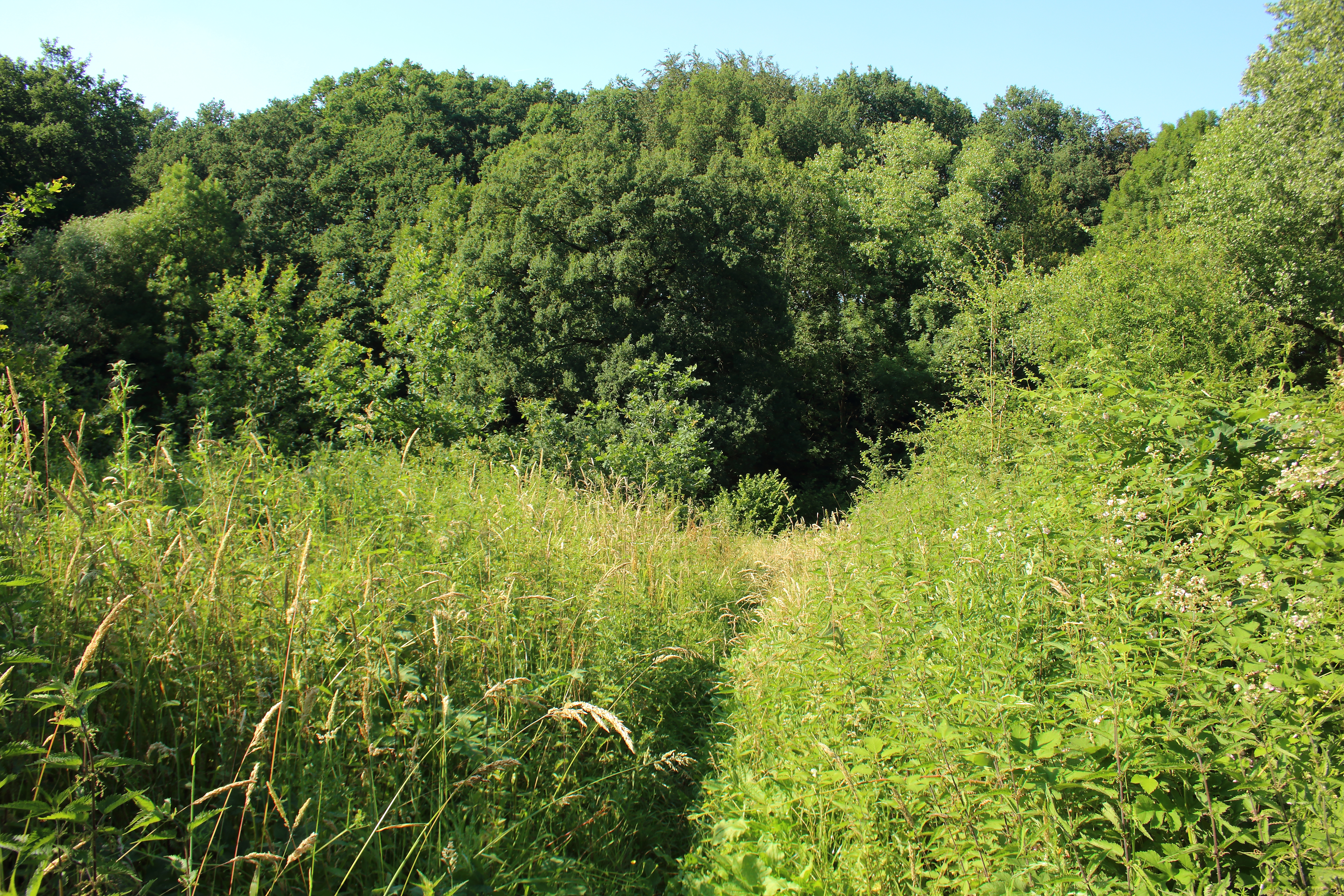
Streek-GR Vlaamse Ardennen in Parkbos-Uilenbroek
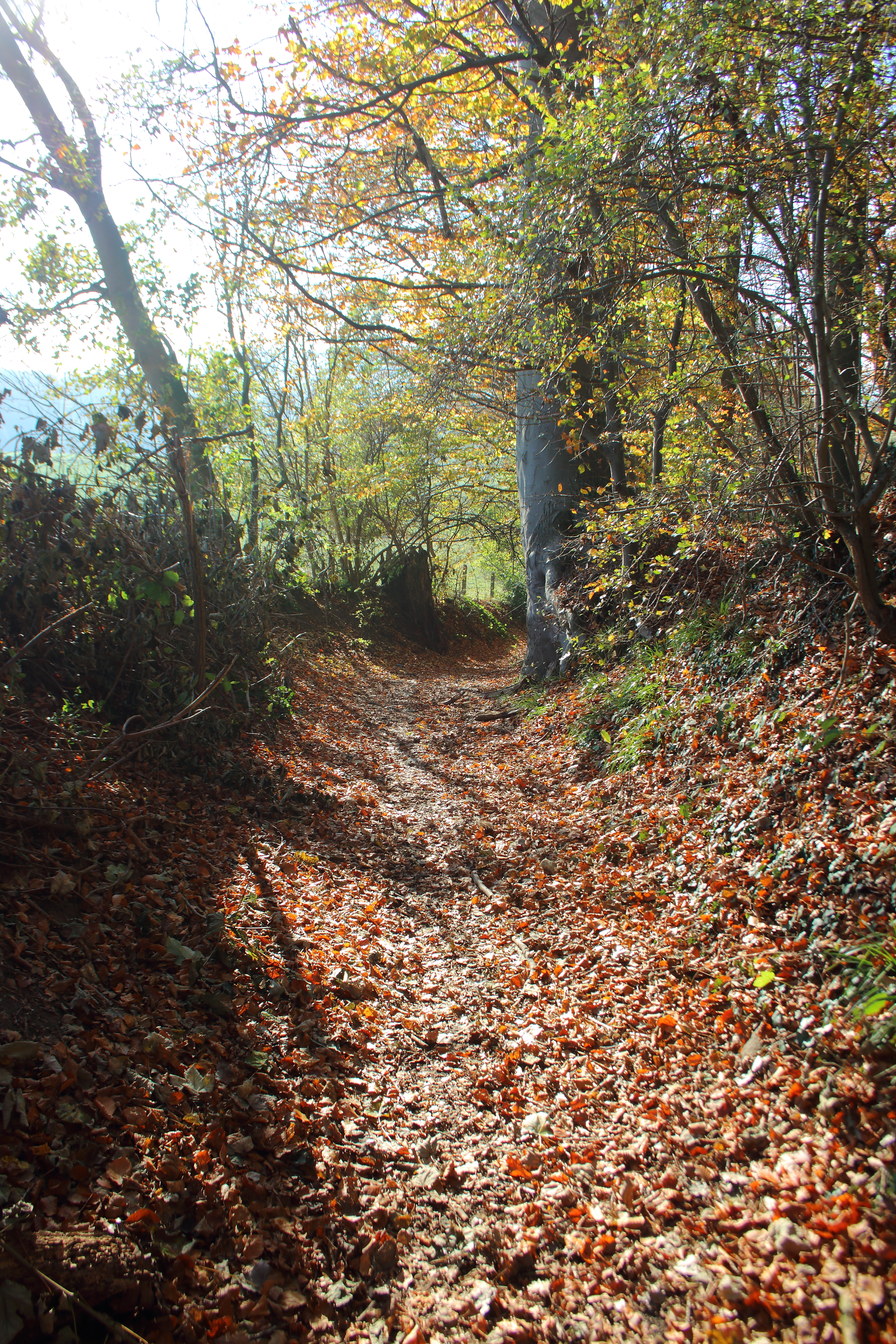
Streek-GR Vlaamse Ardennen in het Kuitholbos
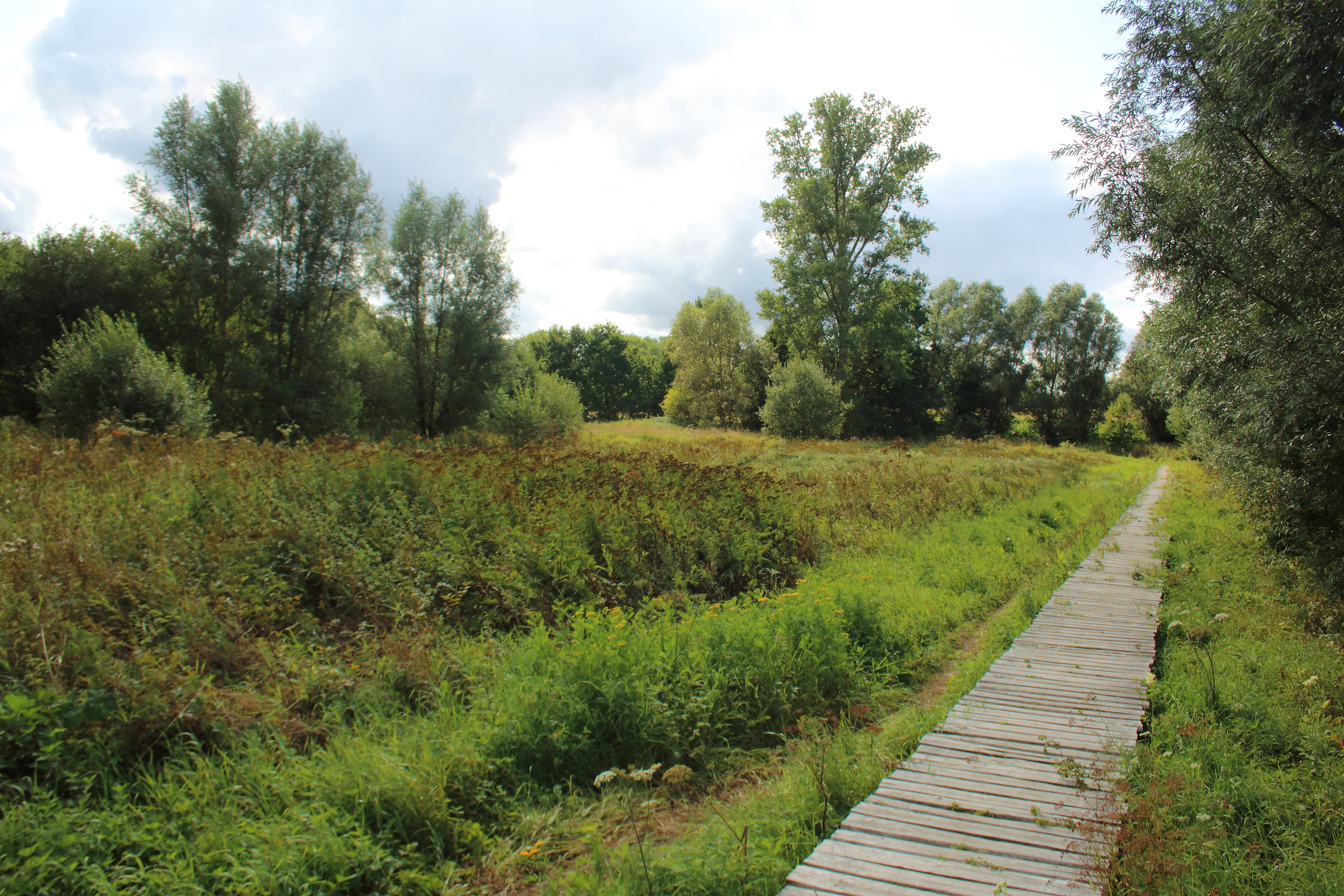
Streek-GR Vlaamse Ardennen in Middenloop Zwalm
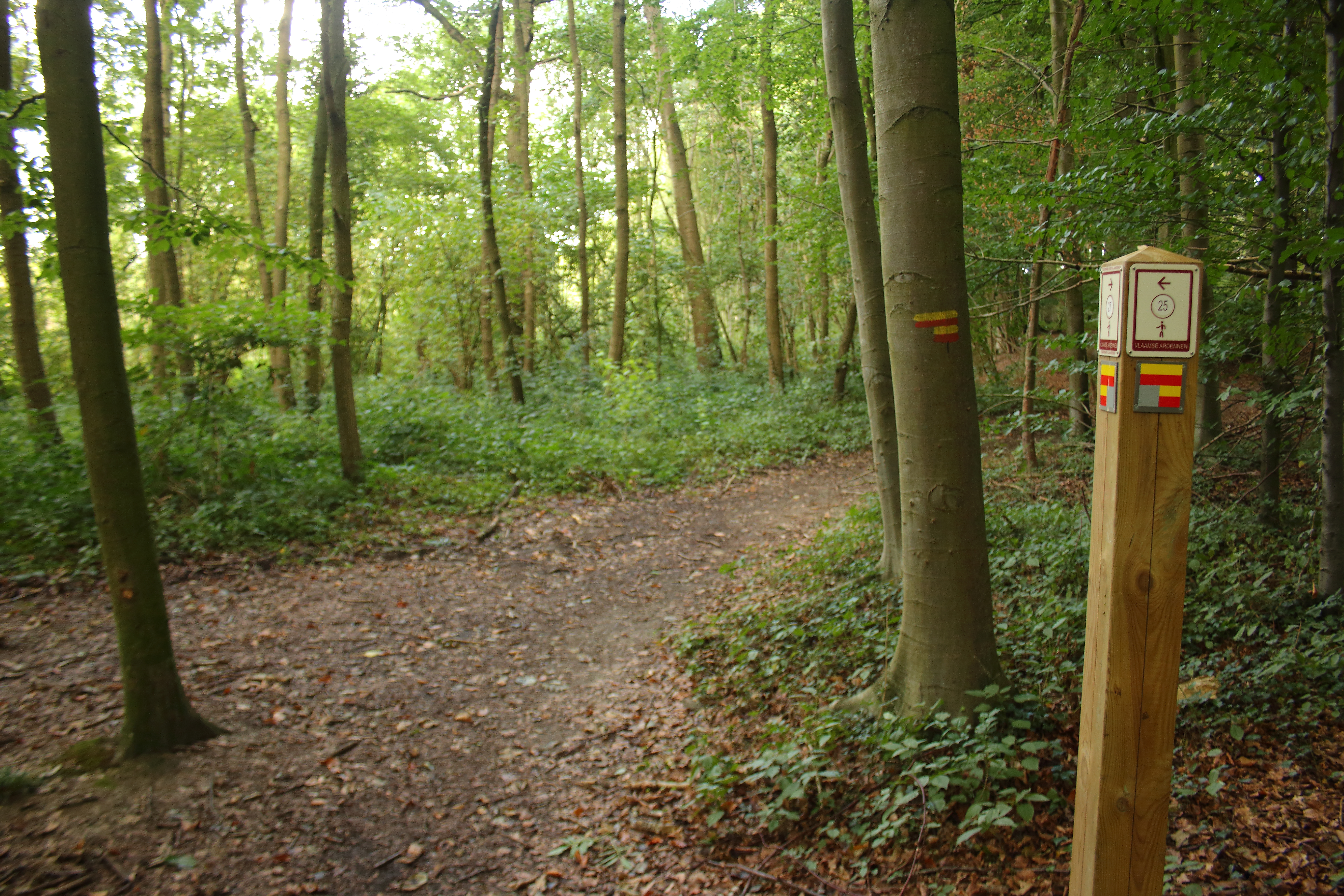
Streek-GR Vlaamse Ardennen in het Kloosterbos
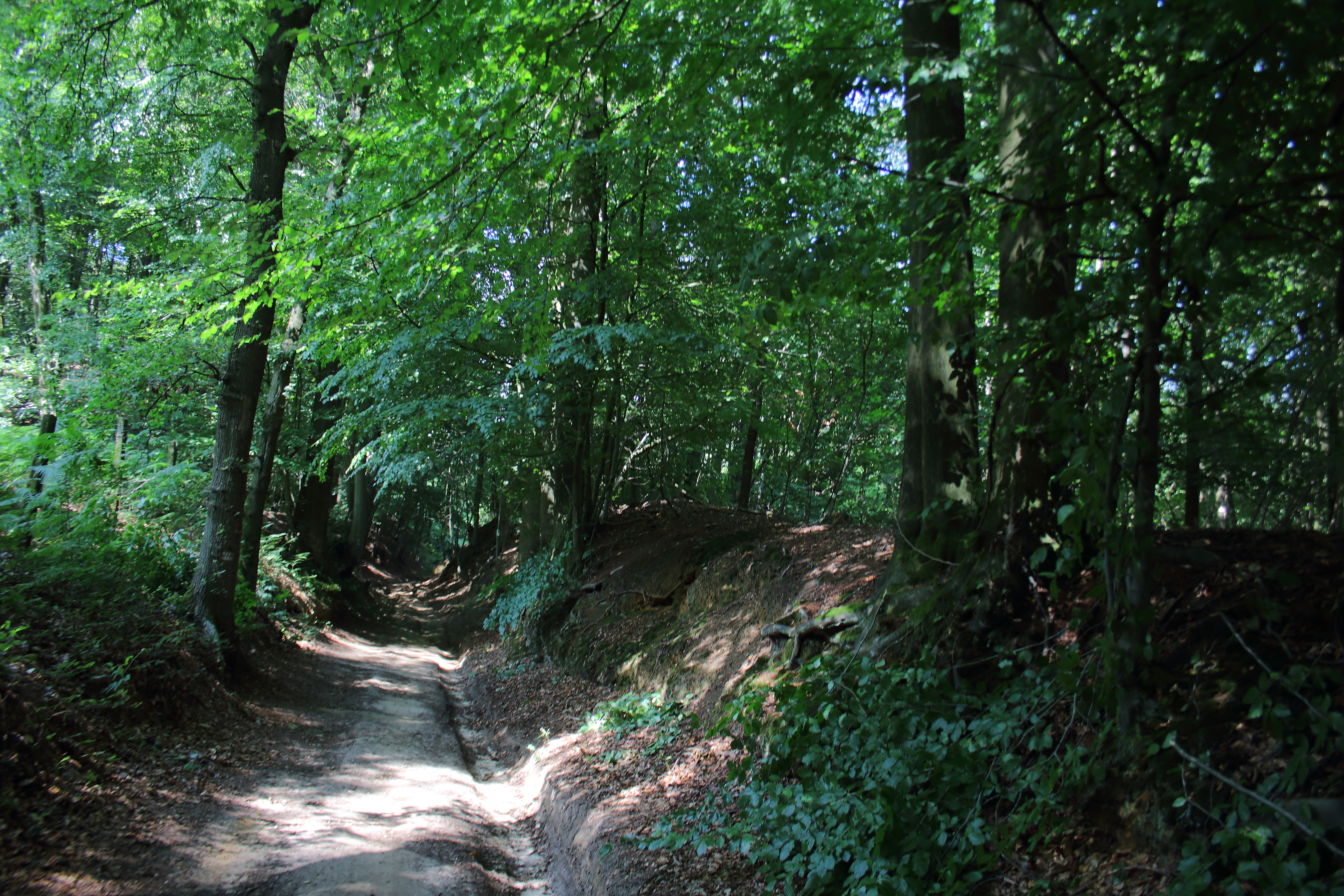
Streek-GR Vlaamse Ardennen in het Pottelbergbos
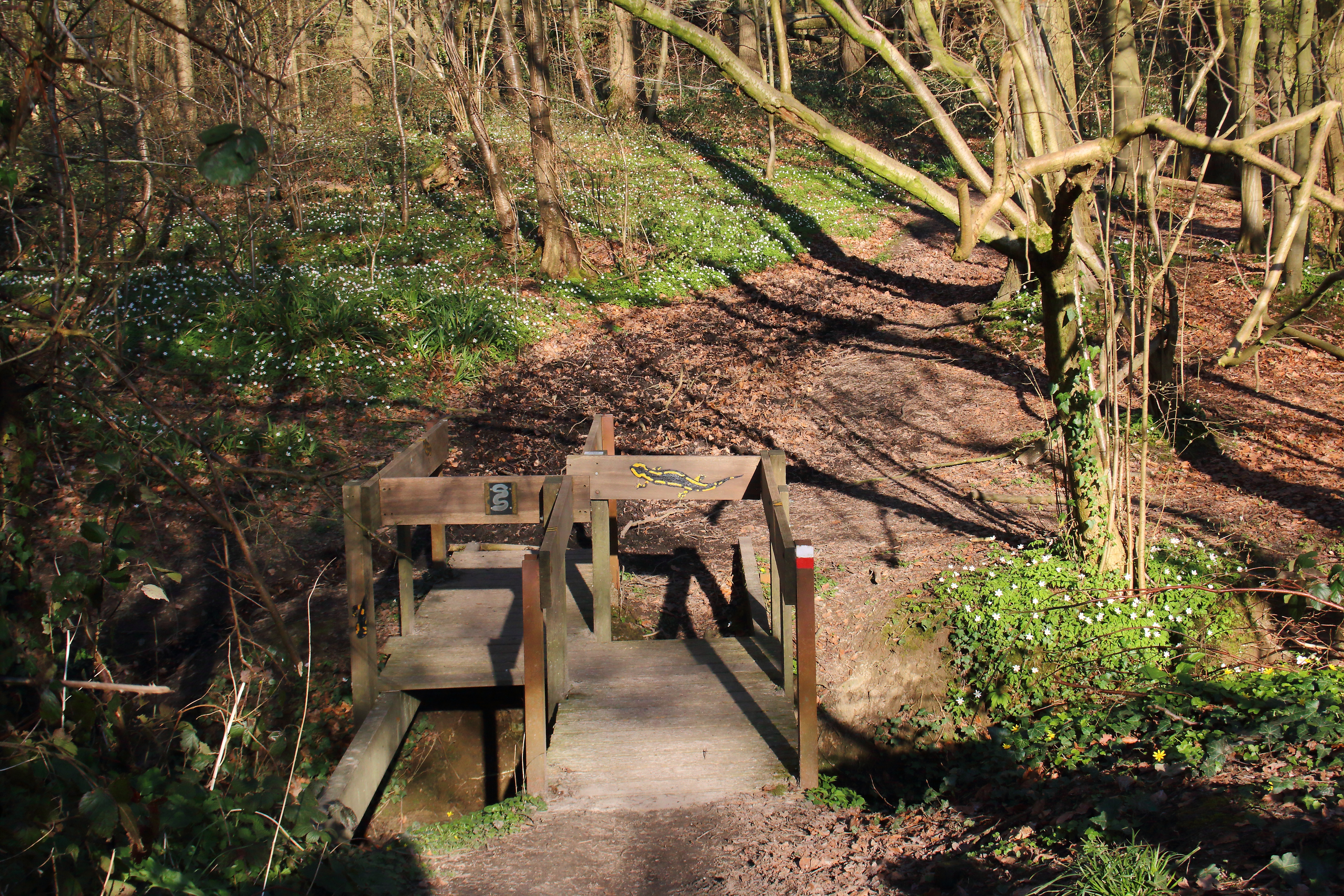
Streek-GR Vlaamse Ardennen in de Everbeekse bossen ('Vuursalamanderbrug', Hayesbos)
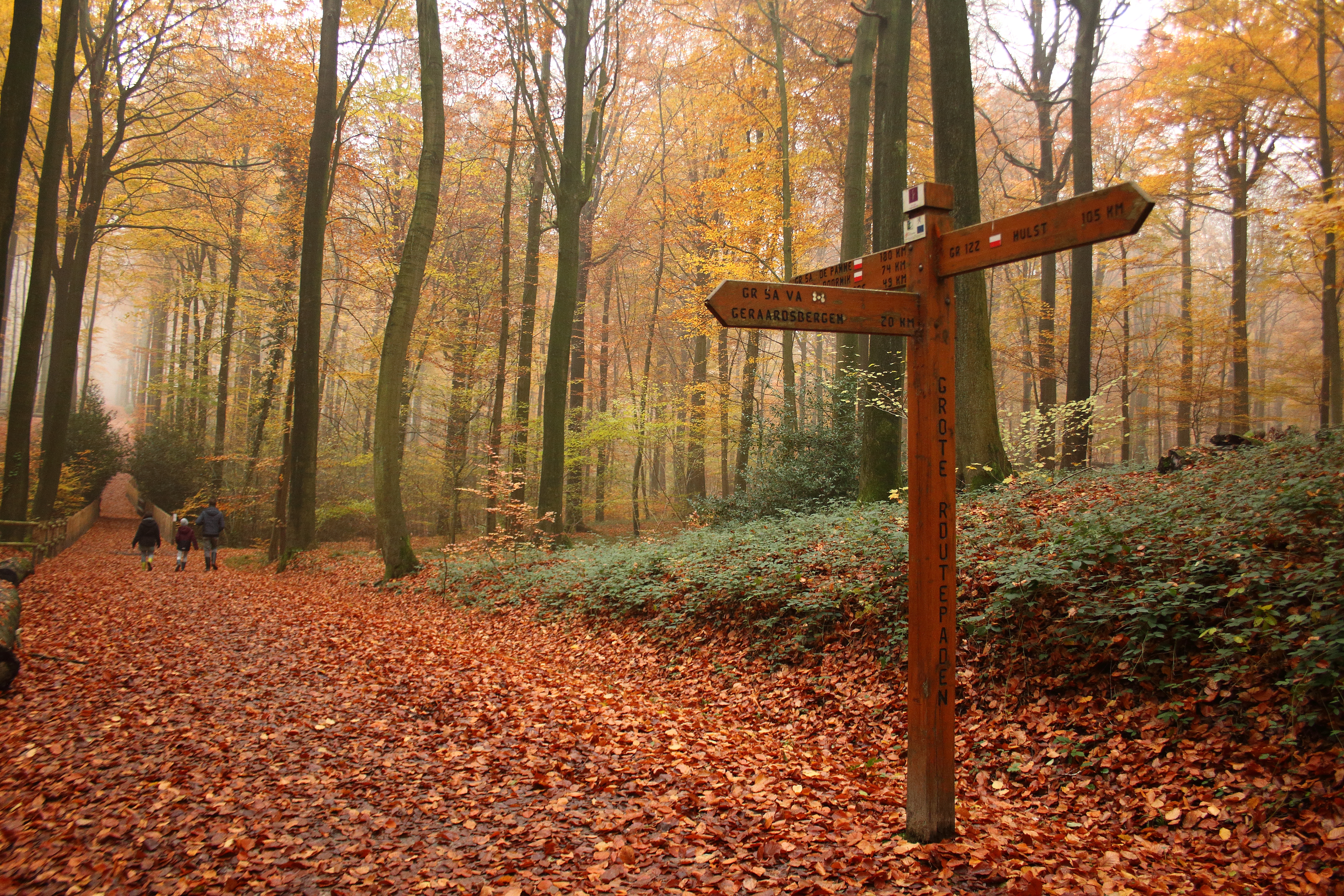
Streek-GR Vlaamse Ardennen in het Brakelbos
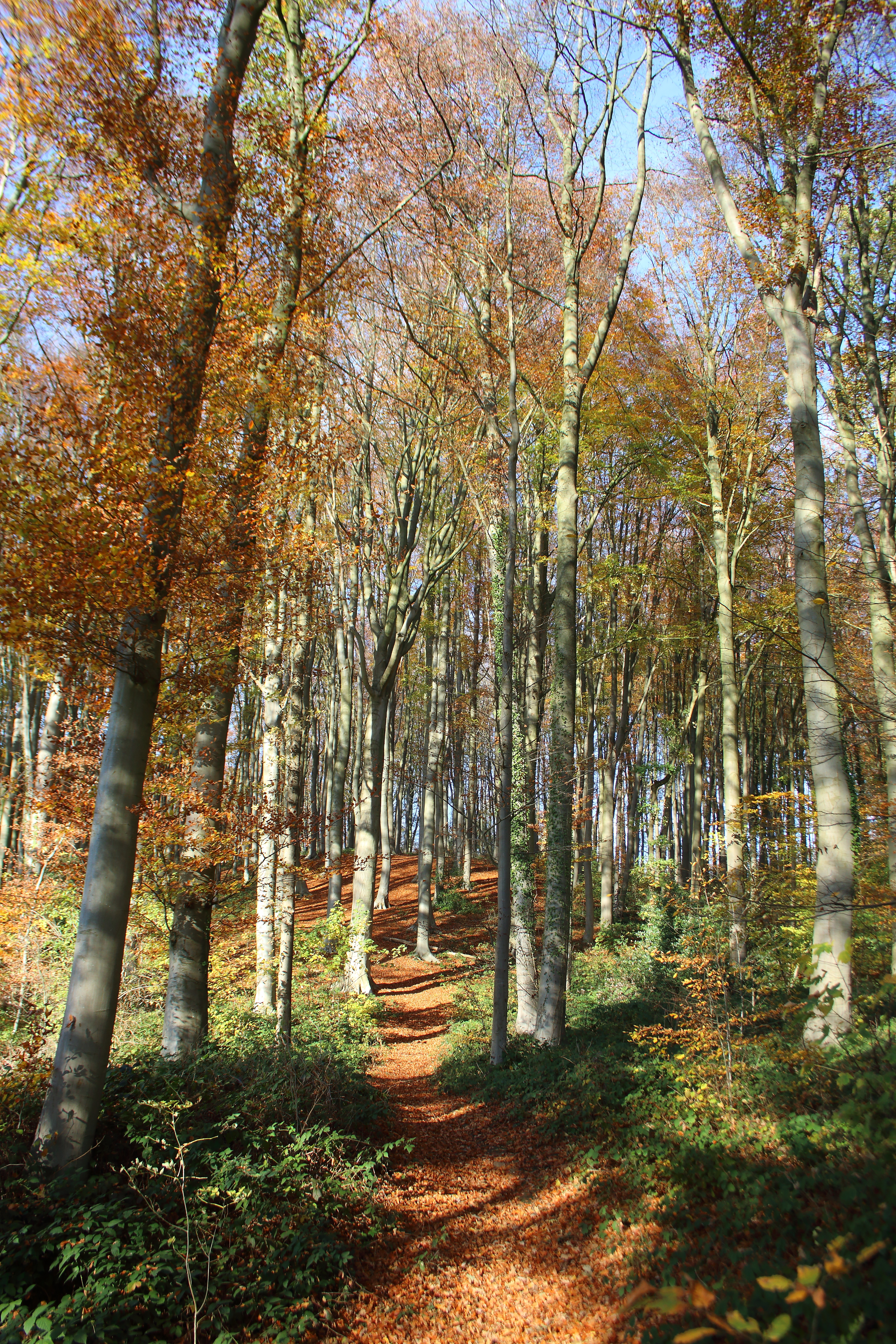
Streek-GR Vlaamse Ardennen in het Spijkerbos
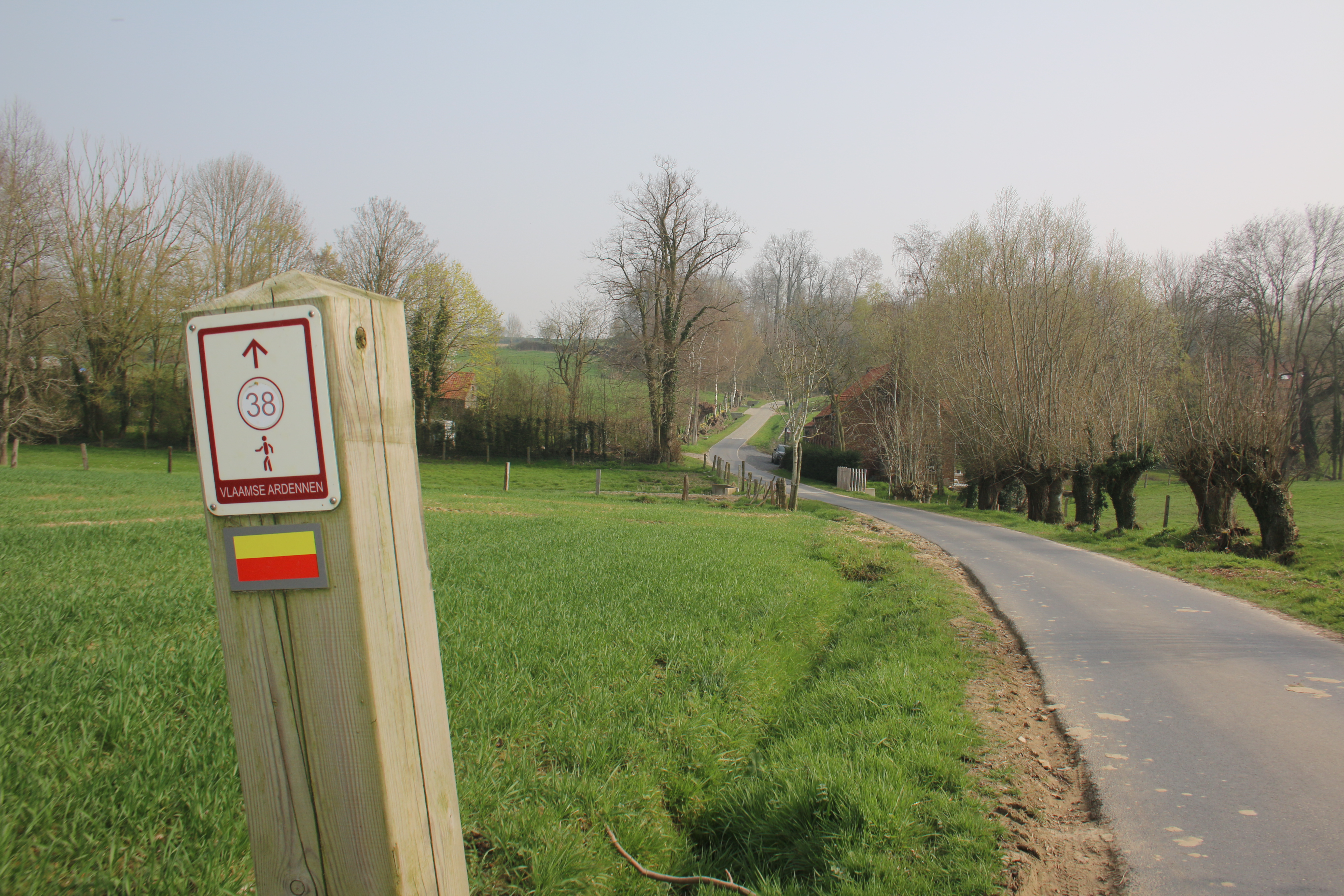
Streek-GR Vlaamse Ardennen aan Berg ten Houte